# اس‌اس ساگامور (۱۸۹۲)
اس‌اس ساگامور (۱۸۹۲) (به انگلیسی: SS Sagamore (1892)) یک کشتی است که طول آن ۳۰۸ فوت (۹۴ متر) می‌باشد. این کشتی در سال ۱۸۹۲ ساخته شد.